# Josef Herl
Josef Herl (8. srpna 1912 Vídeň – 22. května 1974 Praha) byl český a československý politik Československé strany lidové a poválečný poslanec Ústavodárného Národního shromáždění. Po roce 1948 pronásledován a vězněn.

## Biografie
Po vystudování Vysoké školy obchodní v Praze pracoval jako úředník. Do ČSL vstoupil v roce 1930 a byl aktivní mezi lidoveckou mládeží (v roce 1946 se stal krajským předsedou mládeže v obvodu Velká Praha).
Po parlamentních volbách v roce 1946 byl zvolen poslancem Ústavodárného Národního shromáždění za ČSL. Mandát ale získal až dodatečně v červnu 1946 jako náhradník poté, co rezignovala poslankyně Helena Koželuhová. V parlamentu setrval formálně do konce funkčního období, tedy do voleb do Národního shromáždění roku 1948.
Po únorovém převratu v roce 1948 byl pronásledován. V roce 1949 byl odsouzen v procesu s předúnorovými politiky za doživotí. Byl vězněn na Pankráci, na Borech, ještě v roce 1955 byl zavřený v Leopoldově.. Propuštěn byl v roce 1960 na amnestii. Mezi lety 1960–1968 byl zaměstnán jako jeřábník. V roce 1969 byl rehabilitován, ale v roce 1971 mu byla rehabilitace zrušena.